# Parapristella
Parapristella és un gènere de peixos de la família dels caràcids i de l'ordre dels caraciformes.

## Taxonomia
- Parapristella aubynei (Eigenmann, 1909)[2]
- Parapristella georgiae (Géry, 1864)[3][4][5][6][7][8][9][10]